# Stephanie Schiller
Stephanie Schiller (Potsdam, RDA, 25 de julio de 1986) es una deportista alemana que compitió en remo.
Participó en dos Juegos Olímpicos de Verano, obteniendo una medalla de bronce en Pekín 2008, en la prueba de cuatro scull, y el noveno lugar en Londres 2012, en el doble scull.
Ganó cinco medallas en el Campeonato Mundial de Remo entre los años 2005 y 2011, y una medalla de oro en el Campeonato Europeo de Remo de 2010.

## Palmarés internacional
| Juegos Olímpicos   | Juegos Olímpicos            | Juegos Olímpicos  | Juegos Olímpicos |
| Año                | Lugar                       | Medalla           | Prueba           |
| ------------------ | --------------------------- | ----------------- | ---------------- |
| 2008               | Pekín (China)               | Medalla de bronce | Cuatro scull     |
| Campeonato Mundial |                             |                   |                  |
| Año                | Lugar                       | Medalla           | Prueba           |
| 2005               | Kaizu (Japón)               | Medalla de plata  | Cuatro scull     |
| 2006               | Eton (Reino Unido)          | Medalla de bronce | Cuatro scull     |
| 2007               | Múnich (Alemania)           | Medalla de plata  | Cuatro scull     |
| 2009               | Poznań (Polonia)            | Medalla de bronce | Cuatro scull     |
| 2011               | Bled (Eslovenia)            | Medalla de oro    | Cuatro scull     |
| Campeonato Europeo |                             |                   |                  |
| Año                | Lugar                       | Medalla           | Prueba           |
| 2010               | Montemor-o-Velho (Portugal) | Medalla de oro    | Doble scull      |